# Scott Monument
Scott Monument er et nygotisk monument, der er rejst til minde om den skotske forfatter Sir Walter Scott i 1844.
Tårnet er 61.11 m højt og ved hjælp af vindeltrapper i konstruktionen kan man nå op til forskellige udsigtsplatforme, der giver udsigt over det centrale Edinburgh. Det er det næststørste monument i verden som er dedikeret til en forfatter efter José Martí monument i Havana, Cuba. Den står i Princes Street Gardens i Edinburgh, overfor stormagasinet Jenners' bygning på Princes Street og nær Edinburgh Waverley Railway Station, der har fået navn efter Scotts Waverly-romaner.